# David C. Hopkins
David Charles Hopkins (1952) es investigador de la Edad Antigua y arqueología de Oriente Próximo, y profesor del departamento de Religión y Arqueología e Interpretación Bíblica del Seminario Teológico Wesley, en Washington D. C. Hopkins es editor de Near Eastern Archaeology.

## Vida
David Hopkins nació el 25 de noviembre de 1952. Se crio en el norte de Nueva Jersey, donde se hizo miembro de la Community Church of Mountain Lakes (Iglesia Unida de Cristo).

### Educación
Hopkins se licenció en el Trinity College (Hartford). Obtuvo su maestría en la Universidad de Vanderbilt. Hopkins obtuvo su doctorado en la Universidad de Vanderbilt con su tesis Agricultural subsistence in the early Iron Age highlands of Canaan.

### Enseñanza
Hopkins fue profesor en el Seminario Teológico de Lancaster durante seis años. Comenzó a trabajar como profesor asociado y, posteriormente, como profesor en el Seminario Teológico Wesley durante dieciocho años.

## Obras

### Tesis
- Hopkins, David Charles (1984). Agricultural subsistence in the early Iron Age highlands of Canaan (Disertación: Ph.D. Vanderbilt University). OCLC 12952706.

### Libro
- Hopkins, David C. (2002). Across the Anatolian plateau : readings in the archaeology of ancient Turkey. Annual of the American Schools of Oriental Research 57. Boston, MA : American Schools of Oriental Research. ISBN 9780897570534. OCLC 70773943.
- Hopkins, David C. (1985). The Highlands of Canaan: agricultural life in the early Iron Age. Social world of biblical antiquity series 3. Sheffield, England; Decatur, GA, U.S.A.: Almond. ISBN 9780907459392. OCLC 12554126.

### Artículos
- Hopkins, David C. (1987). «Life on the Land: The Subsistence Struggles of Early Israel». The Biblical Archaeologist 50 (3). doi:10.2307/3210060.
- Hopkins, David C. (1993). «Pastoralists in Late Bronze Age Palestine: Which Way Did They Go?». Near Eastern Archaeology 56 (4). doi:10.2307/3210373.